# Otto Sickert
Otto Wilhelm Sickert (* 19. Februar 1909 in London; † 19. Dezember 2001 in Hamburg) war ein Ingenieur und Lehrer.

## Leben
Otto Sickert war der Sohn eines Friseurs. Bis 1918, als die Familie aus England ausgewiesen wurde, lebte er in London. Otto Sickert besuchte Schulen in Blexersande und Nordenham und bestand die Abiturprüfung im Herbst 1927 in Hamburg. Die Studienstiftung des deutschen Volkes finanzierte ihm mittels eines Stipendiums ein Studium der Ingenieurwissenschaften, das er an der Technischen Universität Berlin absolvierte. 1932/32 übernahm Sickert eine Außenstelle der Stiftung, die sich in Charlottenburg befand. Im März 1993 denunzierte die Gestapo Sickert, der sich regimekritisch geäußert hatte und ein Jahr später aus der Studienstiftung ausscheiden musste. Er bekam aus diesem Grund erhebliche Probleme, den Lebensunterhalt bestreiten zu können, beendete das Studium jedoch trotzdem 1935 mit einem Diplom. Aus politischen Gründen konnte er keine Stellen im öffentlichen Dienst wahrnehmen. Aus diesem Grund arbeitete er in der Privatwirtschaft. Von 1940 bis 1945 war Sickert gezwungen, Kriegsdienst zu leisten. Nach Ende des Zweiten Weltkriegs war er ab 1945 für die britische Militärverwaltung tätig.
1942 fasste Sickert den Entschluss, Lehrer zu werden. Grund hierfür waren die Erfahrungen, die er während der Zeit des Nationalsozialismus gesammelt hatte. 1946/47 belegte er einen Sonderlehrgang, den die Hamburger Schulbehörde anbot. 1949 erhielt er den Titel eines außerplanmäßigen Lehrers, 1951 bestand er die zweite Prüfung und war somit Volksschullehrer. Von Januar 1948 bis 1968 lehrte Sickert an der Jenaplan-Schule in Wellingsbüttel, die heute als Irena-Sendler-Schule bekannt ist. Anschließend wurde er an die Hauswirtschaftsschule in Hamburg-Volksdorf versetzt. Hier unterrichtete er Mathematik, Physik, Englisch und Russisch. Er förderte besonders begabte Schüler, die sich mit höheren Rechenarten beschäftigten. Zudem entwickelte er Intelligenztests und zugehörige Durchführungsmodelle sowie Testmethoden für den Unterricht. Sein Engagement auf diesem Gebiet kann als Pionierleistung an Hamburger Schulen angesehen werden.
Von 1956 bis 1964 unterrichtete Sickert Englisch in der Lehrerfortbildung. 1974 ging Sickert in den Ruhestand, lehrte anschließend noch zwei weitere Jahre an der Schule in Volksdorf und den Alsterdorfer Anstalten. Von 1976 bis 1985 gab er Englischunterricht an der Volkshochschule Duvenstedt. Seit 1947 war er Mitglied der Gesellschaft der Freunde des vaterländischen Schul- und Erziehungswesens. 1975 legte er die Mitgliedschaft aufgrund inhaltlicher Auseinandersetzungen nieder.